# Cortes de Barcelona (1228)

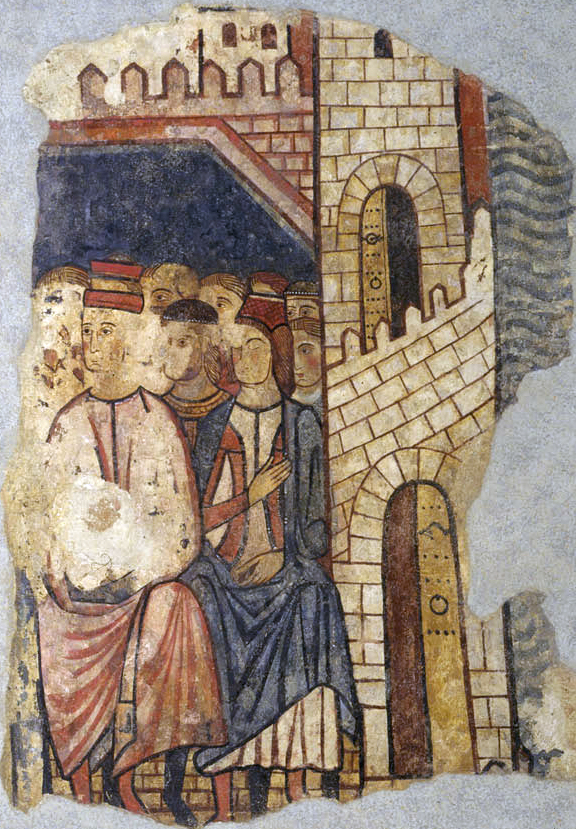
Representación de las Cortes de 1228 en las pinturas murales de la conquista de Mallorca.

Las Cortes de Barcelona de 1228 se celebraron en la ciudad en el mes de diciembre, bajo el reinado de Jaime I Rey de Aragón. Los representantes de los estamentos sociales se reunieron durante tres días hasta fallar en positivo por la conquista de Mallorca, aplicar la paz de Dios para recoger fondos para su conquista.
1228 también era el año del comienzo de la Sexta Cruzada. Para la conquista de la isla, aprovechando el declive almohade, el casus belli fue el saqueo y captura en Ibiza de dos naves que se dirigían a comerciar con Ceuta y Bugía (actual Argelia) en noviembre de 1226. Era una zona caliente, refugio de piratas y punto de apoyo a los corsarios berberiscos que dificultaban el comercio con el norte de África y con el resto del Mediterráneo.
El rey consiguió de las Cortes de Barcelona una ayuda extraordinaria para la empresa, el bovaje, un impuesto que se cobraba en dinero o en labores y prestaciones en forma de trabajos o servicios personales, para contribuir a financiar la expedición, a pesar de que este impuesto le había sido concedido al inicio de su reinado y no solía volver a concederse. También se declaró la paz y tregua en todo el reino.